# Origin (groupe)
Pour les articles homonymes, voir Origin.
Origin est un groupe de death metal technique américain, originaire de Topeka, au Kansas. Formé en 1998. Ils sont bien accueillis par la presse spécialisée, et les fans de metal pour son mélange de son agressif et de technicité.

## Biographie

### Débuts
Origin se forme grâce à une série de jam sessions en 1997 impliquant le guitariste et chanteurs Paul Ryan et Jeremy Turner. Le groupe prend un an et demi pour se former. Le bassiste Clint Appelhanz et le chanteur Mark Manning les rejoignent en octobre 1997, et le batteur George Fluke en janvier 1998. Ainsi, ils décident ensemble de se nommer Origin. Le 23 mai 1998, le groupe joue pour Suffocation. Cet été, Origin enregistre une démo quatre titres autofinancée, A Coming Into Existence. En octobre, le groupe participe à la tournée Death Across America Tour, aux côtés de Nile, Cryptopsy, Oppressor et Gorguts. En février 1999, George Fluke est remplacé par John Longstreth et Doug Williams remplace Clint Appelhanz. Avec la nouvelle formation, Origin joue un concert avec Napalm Death le 14 avril. Ils jouent d'autres concerts comme en novembre au Dismember Metalfest au Texas. Le 16 décembre, Origin signe chez Relapse Records.
Le 11 juillet 2000, Origin publie son premier album studio, Origin. Origin joue au March Metal Meltdown dans le New Jersey est invité à prendre part au Contaminated 2000. Ils partagent la scène avec Exhumed et Cephalic Carnage. Origin se joint au groupe Vader, avec Cephalic Carnage et Dying Fetus, pour la tournée Death Across America 2000 Tour. Peu après, Origin effectue une autre tournée avec Candiria, Cryptopsy et Poison the Well. Ils jouent à un autre Milwaukee Metalfest en 2001, et participe au Summer Slaughter cette même année.

### Informis Infinitas Inhumanitas
Origin effectue encore une tournée avant de commencer l'enregistrement d'un nouvel album. L'album qui en résulte, Informis Infinitas Inhumanitas, présente de nouveaux membres, James Lee au chant, et Mike Flores à la basse.
Il est produit par le groupe avec Colin E. Davis au Studio One de Racine, dans le Wisconsin. Immédiatement après la sortie de Informis Infinitas Inhumanitas, Origin entame une tournée d'été avec Nile, Arch Enemy et Hate Eternal. Après la tournée, Jeremy Turner quitte le groupe, et Clint Appelhanz (cette fois à la guitare plutôt qu'à la basse) revient. Origin part en tournée avec Immolation, Vader, et The Berzerker, suivi par une autre tournée avec All That Remains, Scar Culture et Crematorium. Quelques problèmes font surface, et Origin doit annuler sa tournée avec Nuclear Assault en janvier 2003. Peu après, John Longstreth quitte le groupe ; James King le remplacera.
Le groupe effectue un tournée en septembre 2003 à Topeka, au Kansas. À un concert, ils tournent un clip pour la chanson Portal issue de l'album Informis Infinitas Inhumanitas. Le groupe devient ensuite la tête d'affiche d'une tournée sur la côte ouest américaine en janvier 2004 avec Uphill Battle. Pendant l'été, Origin tourne dans le Midwest, jouant au Milwaukee Metalfest 2004 et au Texas Death and Grindfest avec Soilent Green et Kill the Client.

### Echoes of Decimation
Le 15 mars 2005, Origin publie Echoes of Decimation, son troisième album studio. La réaction des fans est mitigée. Une chronique de Echoes du journal étudiant du Metropolitan Community College-Longview de Kansas City le considère monotone, mais néanmoins impressionnant instrumentalement. Ils effectuent ensuite plusieurs tournées américaines, jouant en tête d'affiche du New England Metal and Hardcore Festival et de l'Ohio Deathfest. Le groupe se joint à Malevolent Creation et Animosity pour une tournée nord-américaine. La tournée d'Origin se fait en 52 jours, et seuls trois concerts sont annulés.
Au début de 2006, James King et Clint Appelhanz quittent Origin, et se joignent au groupe de death metal/grindcore Unmerciful, avec Jeremy Turner et Tony Reust. En avril, John Longstreth revient au sein d'Origin, et en mai, le groupe joue son premier concert européen. Ils tournent ensuite en tête d'affiche en Amérique du Nord avec Paul Ryan à la guitare.

### Antithesis
En février et mars 2007, Origin joue en Europe avec Misery Index et Necrophagist, ainsi que le nouvel arrivant Diskreet. En fin de tournée, Jeremy Turner rejoint Origin et le groupe commence à travailler sur son nouvel album. Ils terminent les enregistrements en février 2008 et l'album qui en résulte, Antithesis, est publié le 1er avril 2008 et atteint la 21e place des Billboard Top Heatseekers,. Le groupe publie un clip de la chanson Finite etxraite de Antithesis le 23 mai 2008. La vidéo est diffusée pour la première fois au Headbanger's Ball de MTV2.

### Entity
Le groupe commence à enregistrer son cinquième album, Entity, comme trio avec Paul Ryan, Mike Flores, et John Longstreth. Les parties vocales sont effectuées par Ryan et Flores, James Lee ayant quitté le groupe à la fin de 2010. Lee rejoindra le groupe de death metal Face of Oblivion. En 2010, le groupe signe au label Nuclear Blast Records et enregistre son premier album au label en novembre. Après la sortie de Entity, Origin recrute Jason Keyser de Skinless pour les parties vocales. Le groupe effectue une tournée avec Hate Eternal, Vital Remains et Abysmal Dawn en Amérique du Nord. Peu après, Origin joue en Europe avec Psycroptic et Leng Tch'e. Il sera plus tard annoncé pour la tournée Occupation Domination avec Cattle Decapitation, Decrepit Birth, Aborted, Rings of Saturn et Battlecross. En 2014, Origin signe au label européen Agonia Records.

## Membres

### Membres actuels
- Paul Ryan - guitare électrique, chant (depuis 1997)
- John Longstreth - batterie (1999–2003, depuis 2006)
- Mike Flores - basse, chant (depuis 2001)
- Jason Keyser - chant (depuis 2011)

### Anciens membres
- George Fluke - batterie (1998–1999)
- James King - batterie (2003–2006)
- Doug Williams - basse (1999–2001)
- Clint Appelhanz - basse (1997–1999), guitare (2002–2006)
- Mark Manning - chant (1997–2001)
- James Lee - chant (2001–2010)
- Mica Meneke - chant (2010)
- Jeremy Turner - guitare, chant (1997–2002, 2007–2010)

## Discographie
- 2000 : Origin
- 2002 : Informis Infinitas Inhumanitas
- 2005 : Echoes of Decimation
- 2008 : Antithesis
- 2011 : Entity
- 2014 : Omnipresent
- 2017 : Unparalleled Universe